# Anna Ljungdell
Anna Therese Helena Ljungdell, född Johansson 11 juli 1973 i Kulladals församling i Malmö, är en svensk socialdemokratisk politiker och kommunstyrelsens ordförande i Nynäshamns kommun mellan 2010 och 2016. Hon är statsvetare och tillträdde som kommunalråd i Nynäshamns kommun den 7 januari 2010.
Anna Ljungdell var under åren 2001–2003 samt 2007–2009 ordförande i Barn- och Utbildningsnämnden i Nynäshamn. Däremellan arbetade hon som politiskt sakkunnig på Socialdepartementet för Morgan Johansson.
Hon är född i Malmö och uppvuxen i Bjärred. Ljungdell läste naturvetenskaplig linje på Latinskolan i Malmö och tog sedan magisterexamen i Statsvetenskap i Lund.

## Politisk karriär
Anna Ljungdell anställdes som politisk sekreterare år 2000 åt Tore Åkerbäck, Nynäshamns dåvarande kommunalråd. Bland hennes ansvarsområden ingick att samordna budgetarbetet mellan S, MP och V, att skriva kommunens remissvar på Demokratiutredningen samt stödja kommunalrådet i hans arbete.
Utöver kommunalrådsuppdraget sitter Anna Ljungdell som ledamot i KSLs utbildningsberedning och är vice ordförande i Kommunala gruppen (Socialdemokratisk samarbetskommitté i Stockholms län). Styrelseledamot i Nymark och Nynäshamn Offshore AB.